# Aleksandr Bezîmenski
Aleksandr Ilici Bezîmenski (în rusă: Александр Ильич Безыменский) (n. 18 ianuarie [S.V. 6 ianuarie] 1898 – d. 26 iunie 1973) a fost un poet rus, de orientare bolșevică, fondator al grupării literare Oktiabr.

## Opera
- 1924: Cum miroase viața ("Kak pahnet jizn'");
- 1929: Împușcătura ("Vîstrel");
- 1930: Zilele vieții noastre ("Den' nașei jizni");
- 1931: Versuri mobilizatoare ("Stihi mobilizovanî");
- 1970: Anii tinereții bolșevice ("Godî bolșevistkoi iunosti").